# 云雨二
云雨二（双鱼座12 / 12 Psc）是双鱼座的一颗恒星，视星等为+6.89，距离地球约125光年。